# Bernhard Ermen
Bernhard Ermen (* 20. Juli 1798 in Bergeijk, Niederlande; † 28. Dezember 1865 in Wiesbaden) war ein deutscher Landwirt, Gastwirt und Politiker.

## Familie
Ermen war der Sohn des Gastwirts Gottfried Ermen (* 13. November 1765 in Bergeijk; † 24. Juli 1814 in Hachenburg), dem Sohn des Franz Ermen und der Anna Vissers. Seine Mutter war Johannette Philippine geborene Bertram (* 31. Mai 1773 in Hachenburg; † 28. April 1842 ebenda), die Tochter des Johann Albert Bertram und der Anna Elisabeth Fischer und Schwester von Jacob Bertram. Die Eltern sowie eine Schwester sind auf dem Friedhof Steinweg begraben. Er war deutsch-katholischer Konfession und heiratete am 20. Oktober 1825 in Hachenburg die evangelische Auguste Elisabethe Bohle (* 14. Dezember 1806 in Hachenburg), die Tochter des Kaufmanns Johann Peter Bohle und dessen Ehefrau Franziska Wilhelmine geborene Moll. Erbe des Gasthofs wurde der gemeinsame Sohn Carl Ermen (* 3. August 1837; † 26. April 1904). Dieser heiratete 1864 in Hachenburg Georgine Mergler, die Tochter des Amtsapothekers Georg Mergler.

## Leben

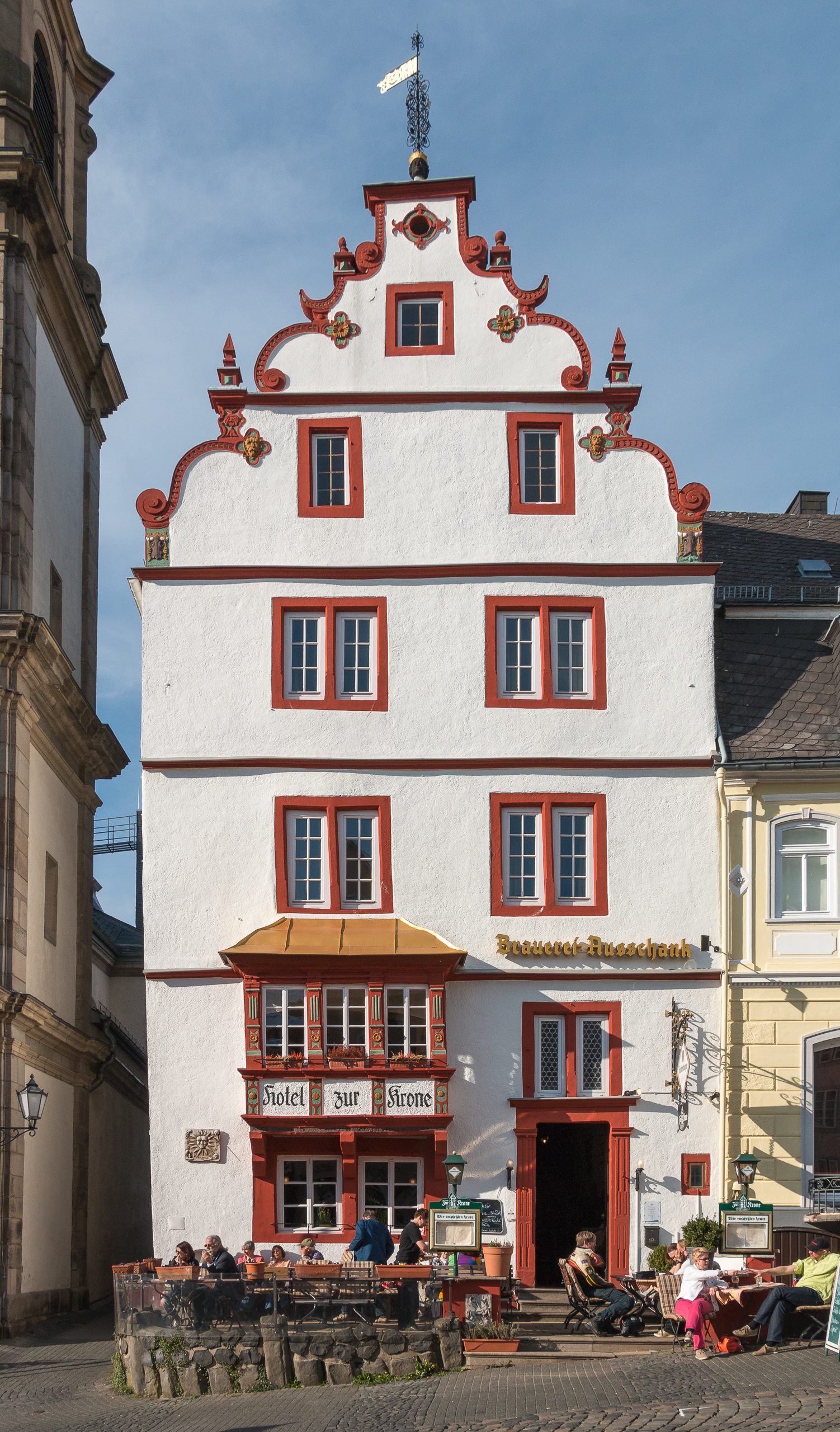
Zur Krone in Hachenburg

Ermen arbeitete als Gastwirt in Hachenburg. 1825 erwarb er das Gasthaus „Zur Krone“ in Hachenburg. Es handelte sich um eines der größten Gasthäuser der Stadt. Das Gebäude mit Adresse Alter Markt 3 steht heute unter Denkmalschutz.
Von 1846 bis 1848 war er Mitglied der Deputiertenkammer des Landtags des Herzogtums Nassau, gewählt aus der Gruppe der Grundbesitzer, Wahlkreis Weilburg. 1848 war er Mitglied des Vorparlaments.